# Донецький юридичний інститут МВС України
Донецький юридичний інститут МВС України — вищий навчальний заклад ІІІ-IV рівнів акредитації в місті Кривий Ріг та Маріуполь.
Як і всі навчальні заклади, тимчасово переміщені із зони проведення антитерористичної операції, Донецький юридичний інститут відчув необхідність у проведені ряду заходів, спрямованих на збереження науково-педагогічного та адміністративного складу, когорти студентів, слухачів та навчального закладу в цілому.
Через напружену суспільно-політичну ситуацію, що склалася у Донецькій області, в 2014 році Донецький юридичний інститут переживає не легкі часи. У липні 2014 року Донецький юридичний інститут МВС України тимчасово переведено з м. Донецька до м. Маріуполь Донецької області та розміщено на базі Маріупольського училища професійної підготовки працівників міліції, а вже з жовтня 2014 року відповідно до наказу МВС України передислоковано до м. Кривого Рогу та розміщено в приміщенні Центру спеціалізації Дніпропетровського державного університету внутрішніх справ.

## Основні відомості
Створений спільним наказом МВС України та Міністерства освіти України від 08.02.1993 № 31/52 на базі Донецького училища міліції МВС України. Як навчальний заклад функціонує з 1961 року (наказ МВС УРСР від 28.04.1961 № 0109).
Розпорядженням Кабінету Міністрів України від 27.07.2011 № 727-р «Про реорганізацію мережі вищих навчальних закладів Міністерства внутрішніх справ» Донецький юридичний інститут виділено зі складу Луганського державного університету внутрішніх справ ім. Е. О. Дідоренка. Наказом МВС України від 28.07.2011 № 490 «Про реорганізацію вищих навчальних закладів МВС» навчальний заклад іменований Донецький юридичний інститут МВС України.
Рівень акредитації: Інститут ліцензований на надання освітніх послуг (ліцензія серії АЕ № 527870 від 06.01.2015), пов'язаних з одержанням вищої освіти за освітньо-кваліфікаційними рівнями «бакалавр», «спеціаліст», «магістр». Його визнано акредитованим за III рівнем зі спеціальностей «Правознавство», «Правоохоронна діяльність» (сертифікат серії РД-III № 0473578) та за IV рівнем зі спеціальності «Правознавство» (сертифікат серії НД-IV № 0478221).
Інститут здійснює підготовку фахівців освітньо-кваліфікаційного рівня «бакалавр», «спеціаліст» «магістр» за спеціальностями «Правознавство» та «Правоохоронна діяльність» на 6 факультетах (підготовки фахівців для підрозділів кримінальної міліції, підготовки фахівців для підрозділів міліції громадської безпеки, підготовки фахівців для підрозділів Державної автомобільної інспекції, підготовки фахівців для експертно-криміналістичних та слідчих підрозділів, факультет права, заочного та дистанційного навчання). Функціонують науково-дослідна лабораторія з безпеки дорожнього руху, ад'юнктура, науково-дослідний центр психотренінгових технологій, центр післядипломної освіти, курси підготовки водіїв категорії «В», «С», «D», курси довузівської підготовки.
Поряд із теоретичною підготовкою значна увага приділяється бойовій та фізичній підготовці майбутніх правоохоронців. В інституті є збірні команди з кульової стрільби, рукопашного бою, футболу, баскетболу, волейболу, гирьового спорту, легкоатлетичного кросу, які неодноразово посідали призові місця у першостях серед навчальних закладів МВС України та інших спортивних змаганнях.

## Історія
Донецький юридичний інститут починає свою історію від Сталінської (Донецької) спеціальної середньої школи міліції (1961 р.), яка спершу розташовувалась у селищі Новожданівка Харцизького району Сталінської області.
Очолював заклад гвардії полковник внутрішньої служби Чекін Василь Артемович (1919—1976). Герой Великої Вітчизняної війни, досвідчений педагог, професійний військовий, Василь Артемович швидко сформував кваліфікований педагогічний, офіцерський колектив, організував навчально-виховний процес, будівництво і переобладнання корпусів для новоствореної міліцейської школи, покликаної забезпечити підготовку правоохоронних кадрів у першу чергу для Донбасу та всієї республіки. Перший випуск 1962 року становив усього 130 молодих офіцерів міліції.
Тривалий час навчальний заклад функціонував як школа, накопичуючи неоціненний практичний досвід підготовки висококваліфікованих правоохоронців, створюючи традиції наполегливого здобуття знань, відданого служіння справі, надійності та професіоналізму.
З 1964 до 1977 року Донецьку спеціальну очолював полковник міліції Іван Григорович Світич (20.12.1920-16.09.1989). З 1965 року, після передислокації школи міліції до обласного центру, під керівництвом І. Г. Світича фактично розпочалося становлення навчального закладу, зокрема будівництво шкільного містечка, яке і сьогодні є основною базою Донецького юридичного інституту.
70-ті роки стали часом утвердження ДССШМ як провідного спеціалізованого навчального закладу в системі підготовки правоохоронних кадрів не лише для України, а й для всіх регіонів колишнього Радянського Союзу. І це покладало на колектив велику відповідальність, вимагаючи максимальної віддачі.
У 1977 році начальником школи був призначений полковник міліції Володимир Іванович Муравйов (народився 4 січня 1928 р.). За 12 років його керівництва у ДССШМ було підготовлено тисячі гідних солдатів правопорядку, і не лише для нашої країни, а і для країн Азії та Африки. Дозвіл на організацію спецкурсу для підготовки іноземців став своєрідним визнанням найвищого професіоналізму всього педагогічного колективу школи. За 13 років (до початку 1992 р.) було підготовлено близько 300 спеціалістів-офіцерів для правоохоронних структур Конго, Гвінеї, Лаосу, Камбоджі, В'єтнаму, Афганістану, Ємену.
У березні 1992 року Донецьку спеціальну середню школу міліції було реорганізовано у Донецьке училище міліції МВС України.
Датою народження вищого навчального закладу є 8 лютого 1993 року, коли на базі Донецького відділення заочного навчання Української академії внутрішніх справ та Донецького училища міліції при Донецькому державному університеті було створено Донецький інститут внутрішніх справ (ДІВС). Дуже скоро ця абревіатура стала знаною не лише в системі відомчої освіти, а й на всьому освітньому просторі України і, незабаром, за кордоном. Заслужене визнання прийшло завдяки наполегливій роботі всього колективу під керівництвом першого ректора генерал-лейтенанта міліції Титаренка Юрія Леонтійовича (народився 13 червня 1936 р.), який очолював навчальний заклад з 1989 до 2003 року. У квітні 1992 року в журналі «Радянська міліція» було опубліковано статтю Ю. Л. Титаренка, в якій вперше йшлося про можливості прийому на навчання до ВНЗ системи МВС випускників загальноосвітніх шкіл. які не служили у Збройних силах. І того ж 1992 року у Донецькому училищі міліції відбувся перший такий набір.
Інститут розпочинав свій розвиток із 3 факультетів і 8 кафедр, які входили до його структури у 1993 році.
Через напружену суспільно-політичну ситуацію, що склалася у Донецькій області, в 2014 році Донецький юридичний інститут переживає не легкі часи. У липні 2014 року Донецький юридичний інститут МВС України тимчасово переведено з м. Донецька до м. Маріуполь Донецької області та розміщено на базі Маріупольського училища професійної підготовки працівників міліції, а вже з жовтня 2014 року відповідно до наказу МВС України передислоковано до м. Кривого Рогу та розміщено в приміщенні Центру спеціалізації Дніпропетровського державного університету внутрішніх справ.
У березні 2015 року інституту завдяки Криворізькій міській раді надано будівлю за адресою: м. Кривий Ріг, вул. Степана Тільги (Революційна), 21, для розміщення Головного корпусу інституту, де натепер здійснюється повноцінний навчальний процес. У корпусі діють навчальні аудиторії, лекційні зали, кабінетів для викладачів, загальна бібліотека інституту та кабінети для адміністративного підрозділу інституту. Також повноцінно функціонує гуртожиток, в якому на сьогодні проживають 30 чоловік. До початку нового навчального року 2016—2017 відкрито додатковий гуртожиток на вул. Степана Тільги (Революційній), 23, в якому розмістилися ще 70 студентів денної та заочної форми навчання.
Крім того, за клопотанням інституту у березні 2016 року Криворізькою міською радою було додатково надано приміщення колишньої загальноосвітньої школи за адресою: м. Кривий Ріг, вул. Співдружності, 92а, у якому проведені ремонтні роботи для можливості розпочати навчання. Будівля має значний потенціал: численні навчальні аудиторії, актова зала, бібліотека, гуртожиток для майбутніх курсантів на 350 осіб, їдальня, 2 спортивних зали та площадки, тир. Навчальні аудиторії площею більше 2000 м² та прилегла територія, що складає 5 га.
Уже сьогодні в місті Маріуполь функціонує Маріупольський центр первинної професійної підготовки «Академія поліції» Донецького юридичного інституту МВС України, який увійшов до структури вишу-переселенця в межах реалізації положень «Концепції реформування освіти в Міністерстві внутрішніх справ України», ухваленої в листопаді 2016 року. Основна мета діяльності Центру полягає в належному забезпеченні первинної професійної підготовки осіб, яких вперше прийнято на службу в поліцію.
На підставі виданої Міністерством освіти і науки України ліцензії (наказ від 05.04.2018 № 349-л «Про ліцензування освітньої діяльності») Маріупольський центр первинної професійної підготовки «Академія поліції» Донецького юридичного інституту МВС України провадить освітню діяльність у сфері професійно-технічної освіти за професією КП 5162 Поліцейський (за спеціалізаціями) з ліцензованим обсягом 300 осіб.
Вагомим зрушенням у вирішенні цього питання стало формування фонду навчальних приміщень. Так, Маріупольська міська влада 16 травня 2017 року передала Донецькому юридичному інституту три будівлі, які розташовані за адресою: м. Маріуполь, проспект Будівельників 145, вул. Луніна, 89 та вул. Нахімова, 7 (загальна площа 16000 м2), призначення яких — стати навчальними корпусами для підготовки майбутніх офіцерів поліції та цивільних юристів.